# Lotte Specht
Charlotte („Lotte“) Specht (* 15. Oktober 1911 in Frankfurt am Main; † 10. Februar 2002 ebenda) war eine deutsche Fußballpionierin. Sie gründete im Jahr 1930 mit dem 1. DDFC Frankfurt den ersten deutschen Frauenfußballverein.

## Leben
Lotte Specht wuchs im Frankfurter Arbeiterviertel Gallus auf. Die fußballbegeisterte Metzgerstochter, Anhängerin des FSV Frankfurt, suchte Anfang des Jahres 1930 per Zeitungsannonce in den Frankfurter Nachrichten nach gleichgesinnten Geschlechtsgenossinnen. Die Motivation, in der Männerdomäne Fußball einen Verein für Frauen zu gründen, beschrieb Specht später so: „Meine Idee, die kam nicht nur aus der Liebe zum Fußballsport, sondern vor allen Dingen frauenrechtlerisch. Ich habe gesagt, was die Männer können, können wir auch.“
Die Resonanz auf das Inserat war groß, annähernd 40 Frankfurterinnen meldeten sich und 35 von ihnen gründeten im März im Gasthof Steinernes Haus unweit des Römerberges den 1. Deutschen Damen Fußballclub (1. DDFC). Die erste Gründung eines reinen Frauenfußballvereins in Deutschland sorgte für großes Aufsehen: Noch im selben Monat fand sich Lotte Specht auf der Titelseite der Wochenzeitschrift Das Illustrierte Blatt wieder.
Die jungen Frauen, die meisten unter ihnen waren zwischen 18 und 20 Jahre alt, trainierten auf der Seehofwiese in Sachsenhausen, wo auch andere Vereine und Mannschaften Fußball spielten. Für kurze Zeit wurde ein männlicher Trainer engagiert. In Ermangelung von gegnerischen Frauenteams spielten nur die beiden Mannschaften des Vereines gegeneinander. Die Reaktionen in der Öffentlichkeit reichten von Hohn und Spott bis hin zu Beschimpfungen der Sportlerinnen als „Mannweiber“ oder „Suffragetten“. Bei einer Begegnung mit einer Männermannschaft im pfälzischen Frankenthal hingegen wurden sie als das genommen, was sie waren: „Als ein paar junge Frauen, die Spaß am Fußball hatten und keine Revoluzzerinnen gegen Männer.“
Im Herbst 1931 löste sich der 1. DDFC wieder auf, so dass die Geschichte des ersten Frauenfußballvereins eine kurze Episode blieb. Lotte Specht zu den Gründen: „Und weil auch die Zeitungen so gemein zu uns waren, haben einige Eltern den Mädchen das Fußballspielen verboten. Mit der Zeit wurden wir immer weniger und nach einem Jahr, tja, da war er aus, der Traum.“ Auch der Deutsche Fußball-Bund hatte den Frauen jegliche Unterstützung verweigert und einen Aufnahmeantrag des 1. DDFC abgelehnt. 1936 wurde die Ächtung des Frauenfußballs in Deutschland vom DFB bekräftigt: In einer entsprechenden Pressemitteilung teilte der Verband mit, dass der Fußball mit der Würde und dem Wesen der Frau unvereinbar sei. Der 1. DDFC Frankfurt wurde nie wieder reaktiviert, erst ab Mitte der 1950er Jahre versuchten Frauen in Deutschland wieder, Fußballspiele zu organisieren. Der Deutsche Fußball-Bund ließ innerhalb seines Verbandes jedoch erst am 31. Oktober 1970 den Frauenfußball offiziell zu.
Lotte Specht, die eigentlich Lehrerin werden wollte, wurde von ihren Eltern auf die Handelsschule geschickt. Beruflich war sie später im Sekretariat des Magistrats der Stadt Frankfurt tätig. Ab 1935 hatte sie auch eine Schauspielschule besucht, eröffnete nach dem Zweiten Weltkrieg das Kabarett „Die Unmöglichen“ und war 1955 Mitbegründerin der „Frankfurter Mundartbühne“. Lotte Specht, die sich selbst als „überzeugte Junggesellin“ bezeichnete, starb hochbetagt im Februar 2002.

## Ehrungen/Benennungen
Seit 2014 trägt eine Grünanlage im Europaviertel, gegenüber der Paul-Hindemith-Schule, den Namen „Lotte-Specht-Park“.